# Kalaivani Srinivasan
Kalaivani Srinivasan

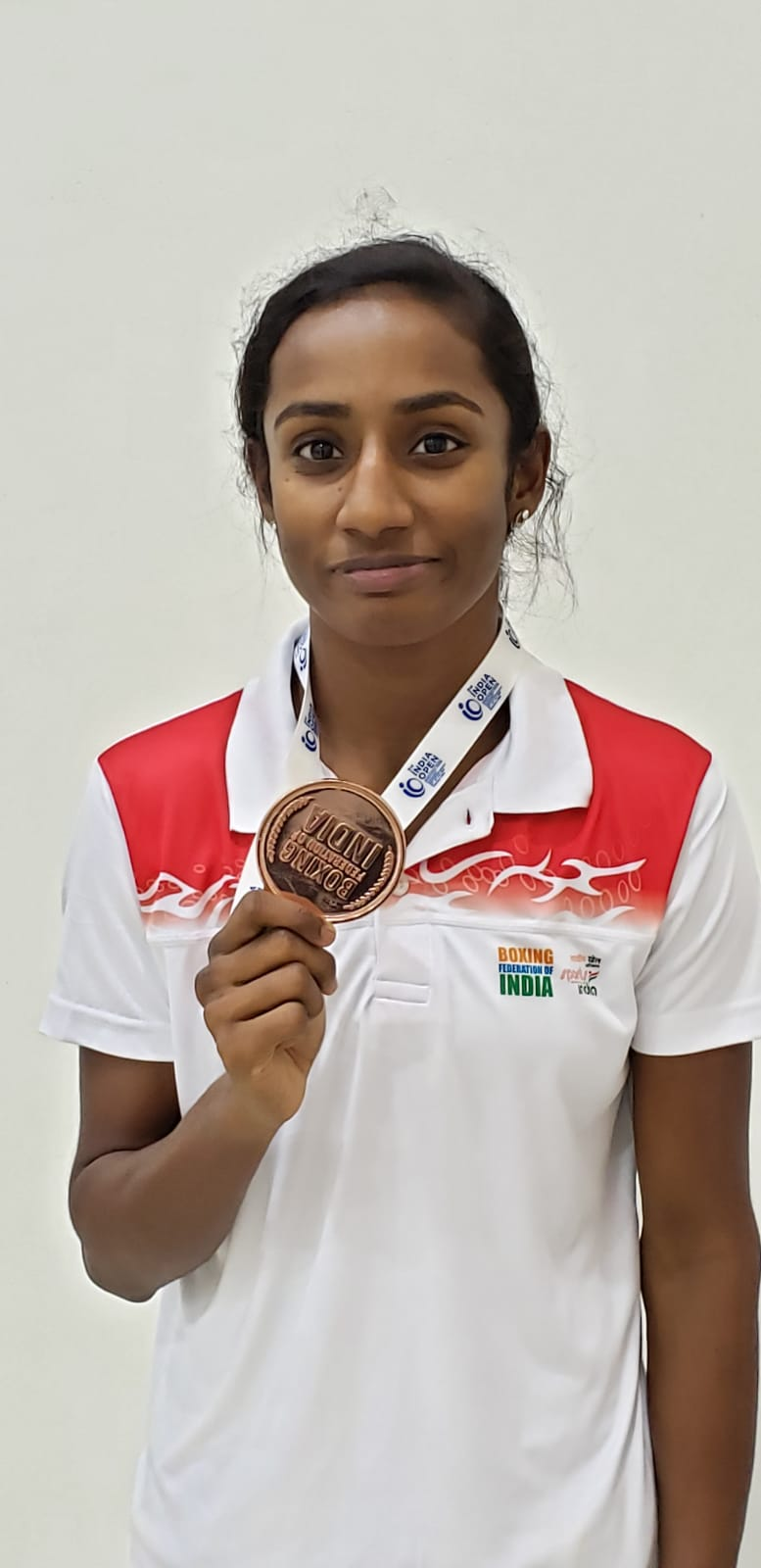
Kalaivani Srinivasan em 2021.

Kalaivani Srinivasan (nascida em 25 de novembro de 1999) é uma boxeadora indiana que compete na categoria de até 48 kg. Ela ganhou uma medalha de prata no Campeonato Nacional de Boxe Sénior da Índia em Vijayanagar, em 2019. Ela foi eleita a "boxeadora mais promissora" no Campeonato Nacional de Boxe da Índia em 2019. Mais tarde, ela ganhou uma medalha de ouro nos Jogos Sul-Asiáticos em Kathmandu, Nepal, em 2019.

## Feitos profissionais
Ela ganhou a medalha de bronze no Campeonato Nacional Sub-Júnior Feminino de Boxe em 2012. Ela também ganhou uma medalha de prata no Campeonato Nacional Feminino de Boxe Sénior em 2019. Ainda em 2019, ganhou uma medalha de ouro nos Jogos Sul-Asiáticos em Katmandu. Kalaivani actualmente compete na categoria de até 48 kg, que não faz parte dos Jogos Olímpicos.